# Ciorescu, Chișinău
Ciorescu (până în 1992 – Cricova Nouă) este un sat din municipiul Chișinău, Republica Moldova.

## Poziția geografica
Satul Ciorescu este situat pe un relief de văi și dealuri, la nord-estul Chișinăului, la doar 15 km de capitală. Se învecinează cu orașul Cricova, la nord cu Făurești, la est cu Hrușova și la sud-est cu Goianul Nou.

## Denumirea satului
Denumirea satului provine de la numele fondatorului lui – Ion Gheorghe Ciorescu, de origine grec, care a locuit aici în sec. XIX.

## Populația
Conform recensământului din 2004 populația comunei Ciorescu constituie:
Satul  (persoane)
s. Ciorescu - 5.525
s. Făurești -  466
s. Goian    - 1.105
__________________________________
Total (com.) Ciorescu	 - 7.096

### Structura etnică
Structura etnică a satului Ciorescu conform recensământului populației din 2004:
| Grup etnic                                               | Populație | % Procentaj  |
| -------------------------------------------------------- | --------- | ------------ |
| Băștinași declarați Moldoveni Băștinași declarați Români | 4.356 99  | 78,84% 1,79% |
| Ruși                                                     | 460       | 8,33%        |
| Ucraineni                                                | 421       | 7,62%        |
| Găgăuzi                                                  | 70        | 1,27%        |
| Bulgari                                                  | 41        | 0,74%        |
| Evrei                                                    | 1         | 0,02%        |
| Polonezi                                                 | 1         | 0,02%        |
| Țigani                                                   | 1         | 0,02%        |
| Alții                                                    | 75        | 1,36%        |
| Total                                                    | 5.525     |              |

## Galerie de imagini

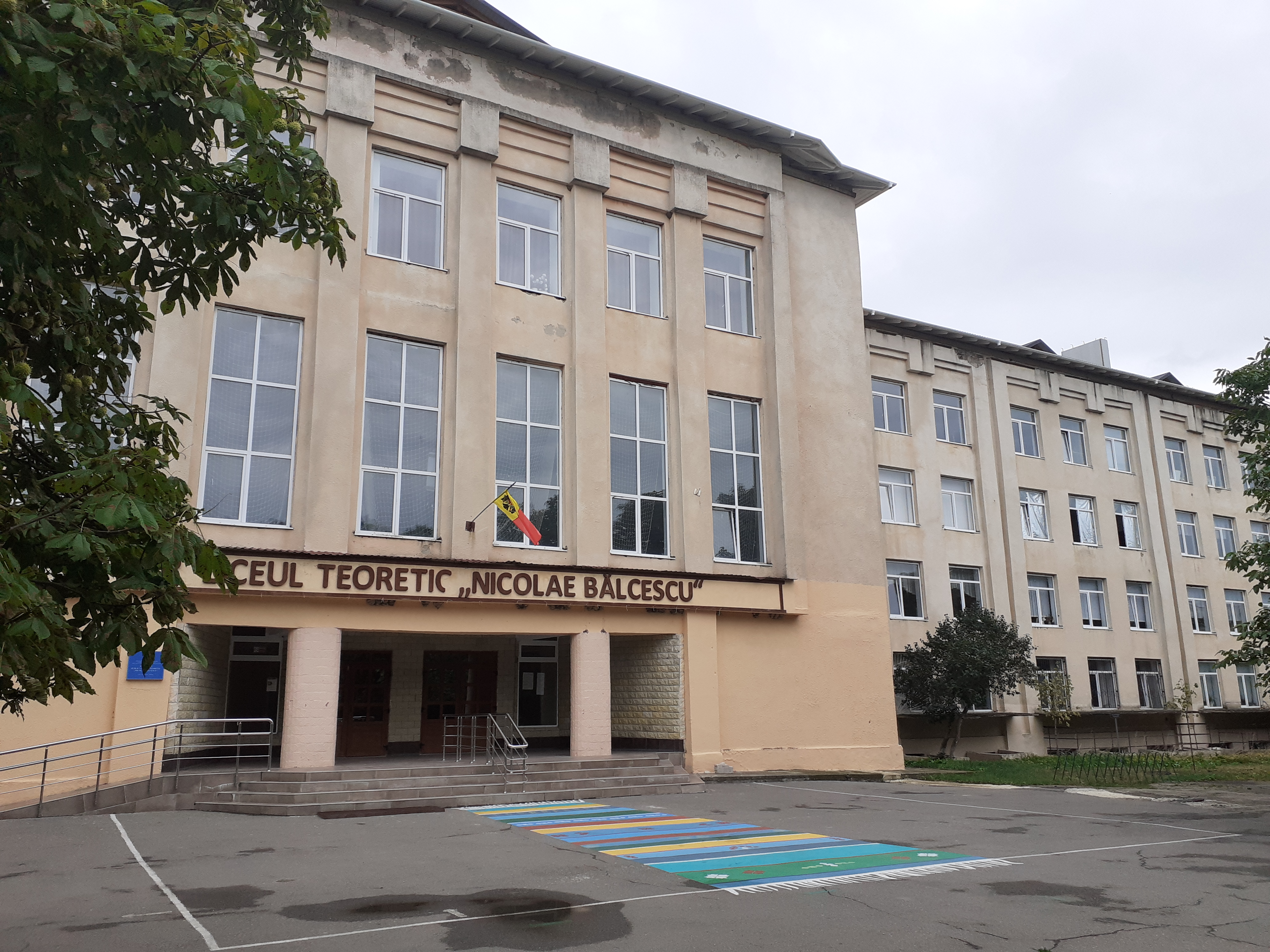
Liceul teoretic „Nicolae Bălcescu” din localitate.
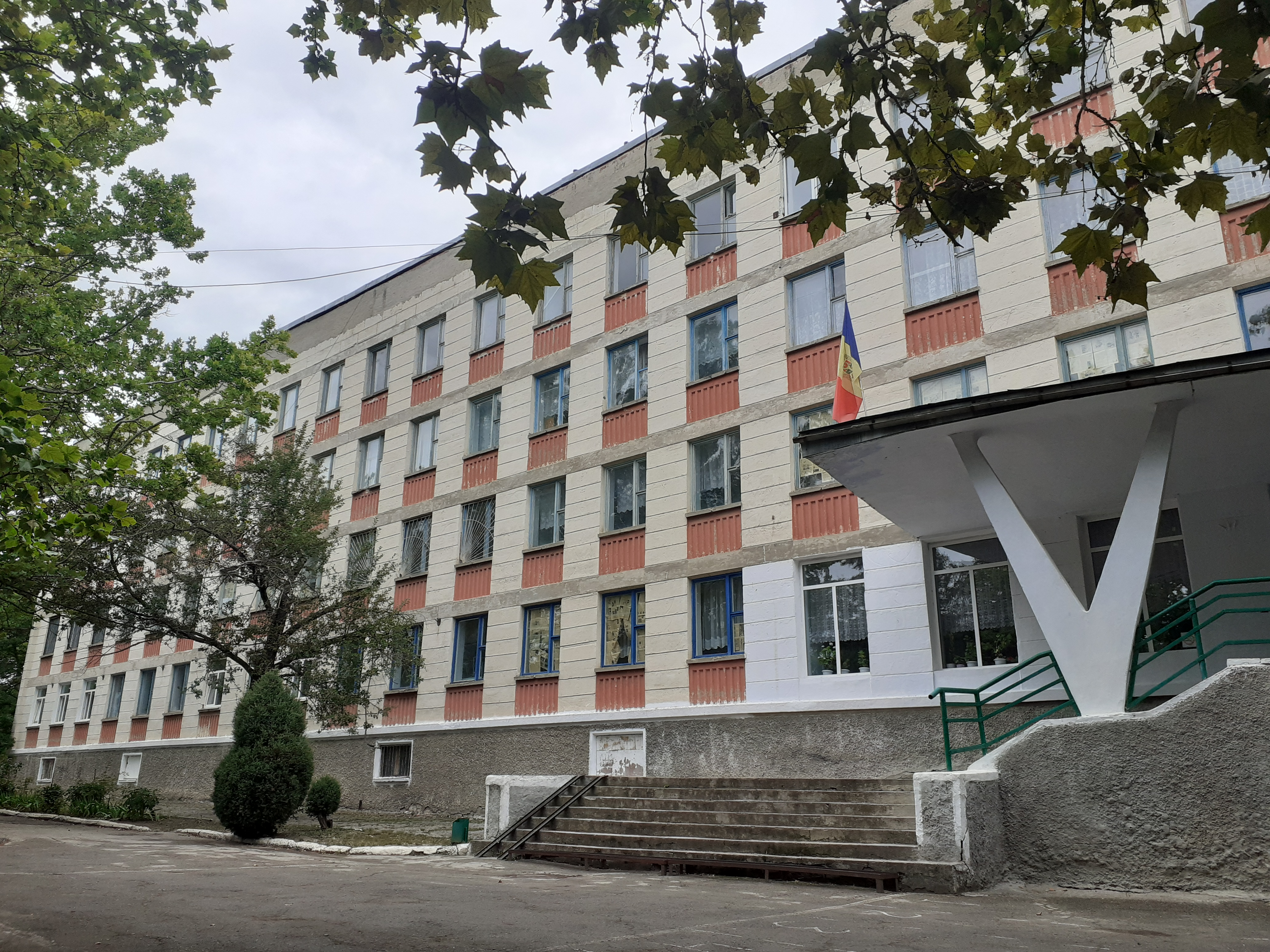
Şcoală medie rusă nr. 45 (gimnaziu).
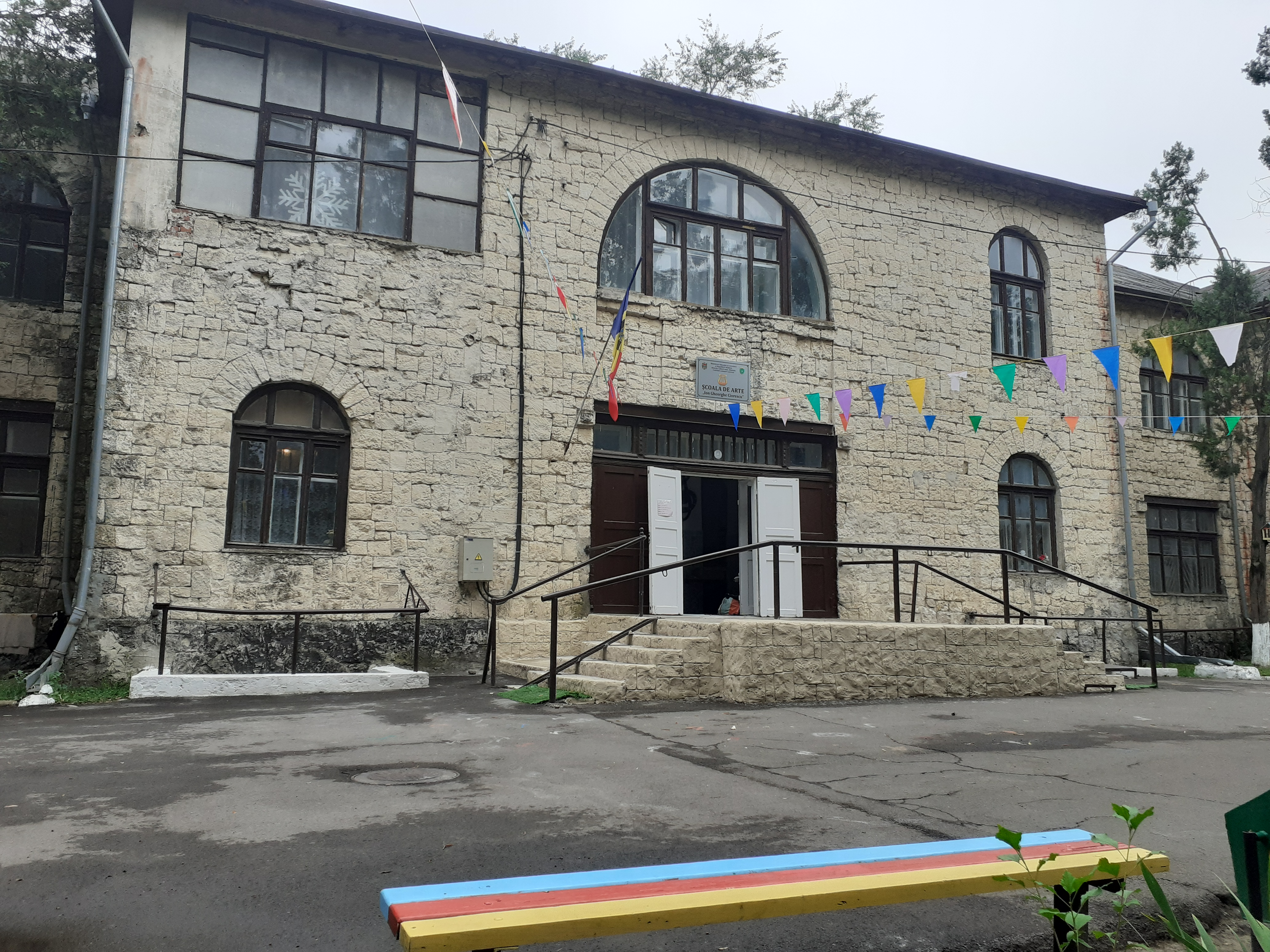
Şcoala de arte (fosta Școală de agronomie)
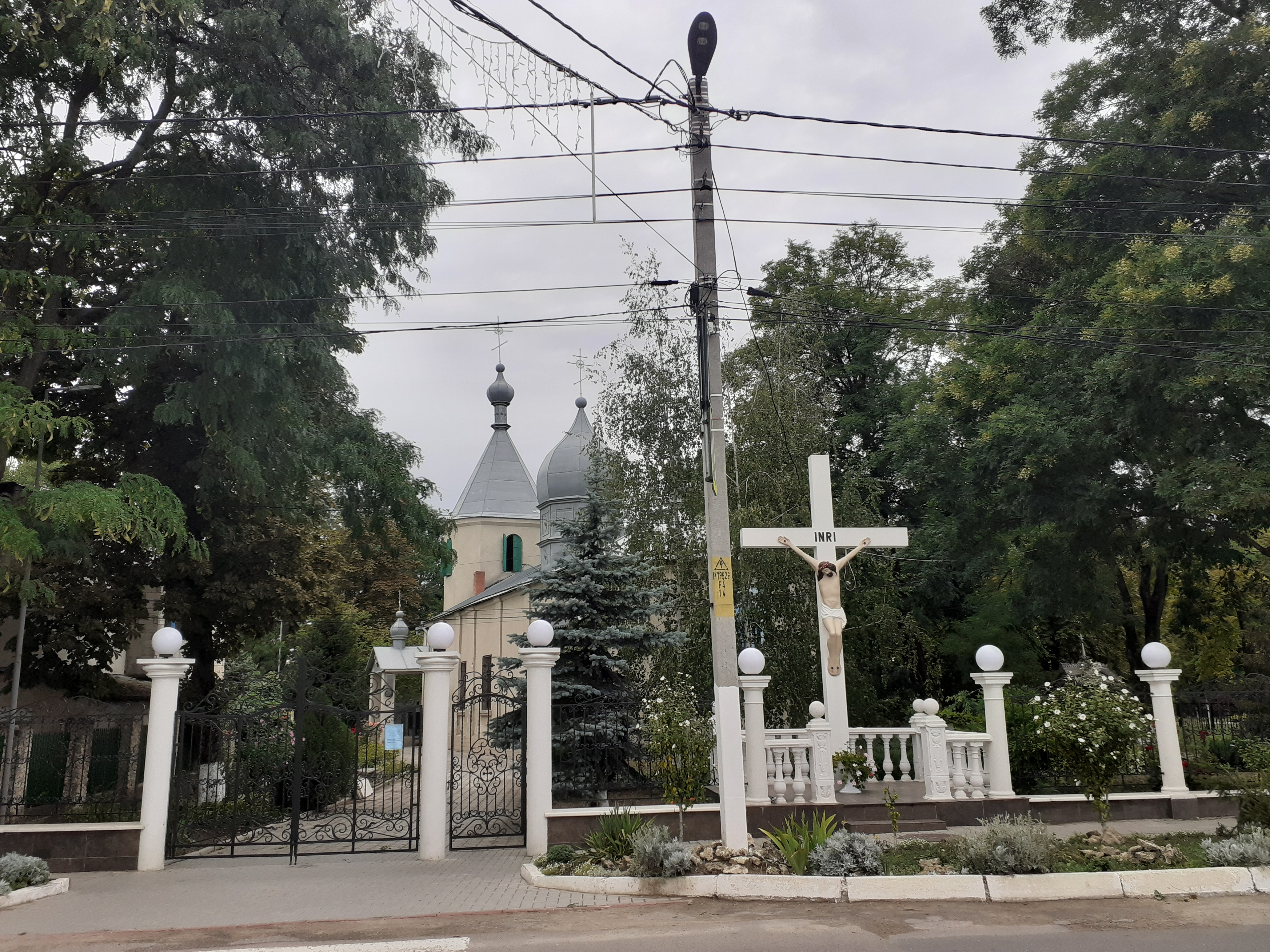
Biserica „Sfânta Cuvioasa Parascheva”, principalul lăcaș de cult.
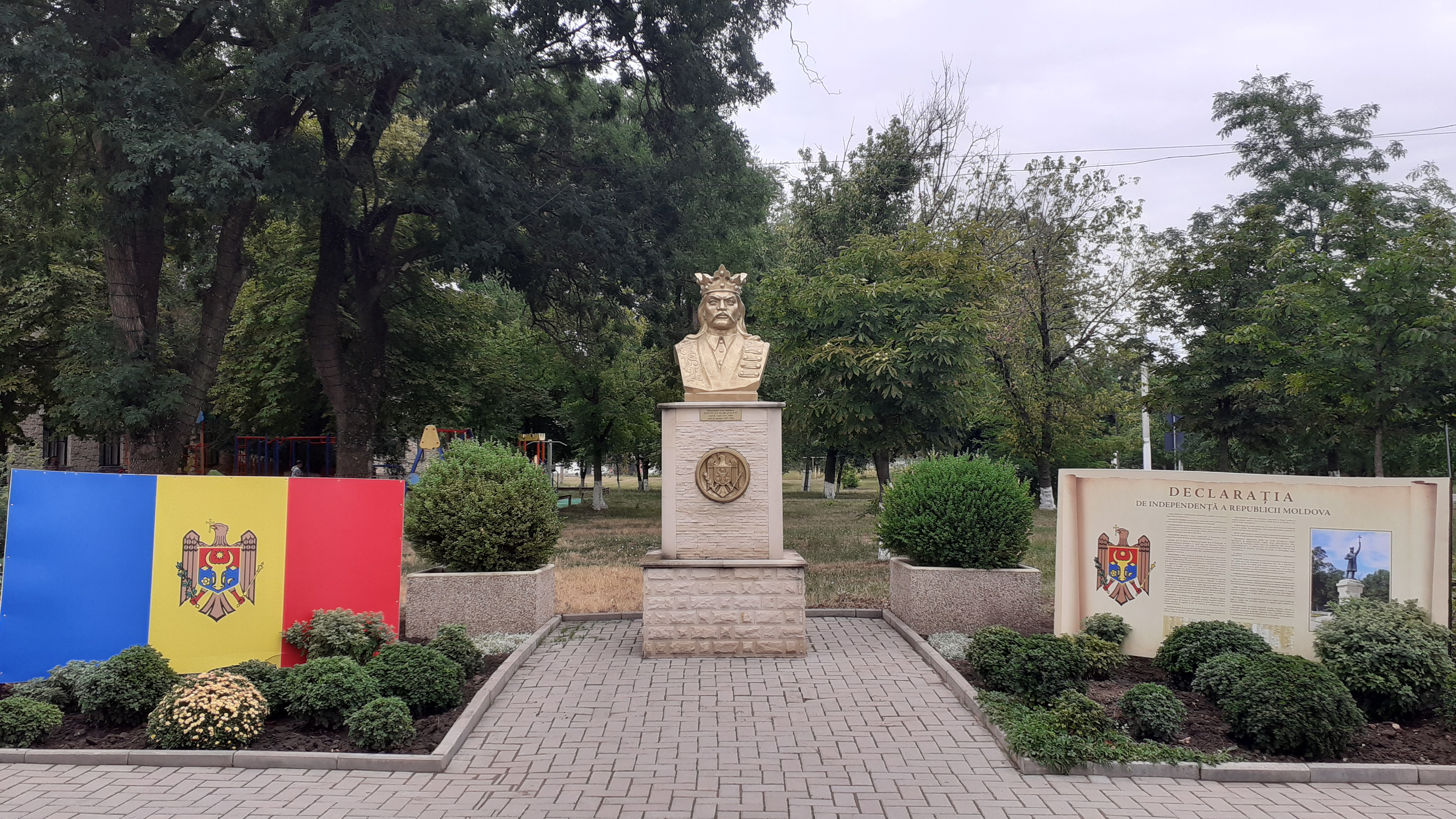
Bustul lui Ştefan cel Mare.
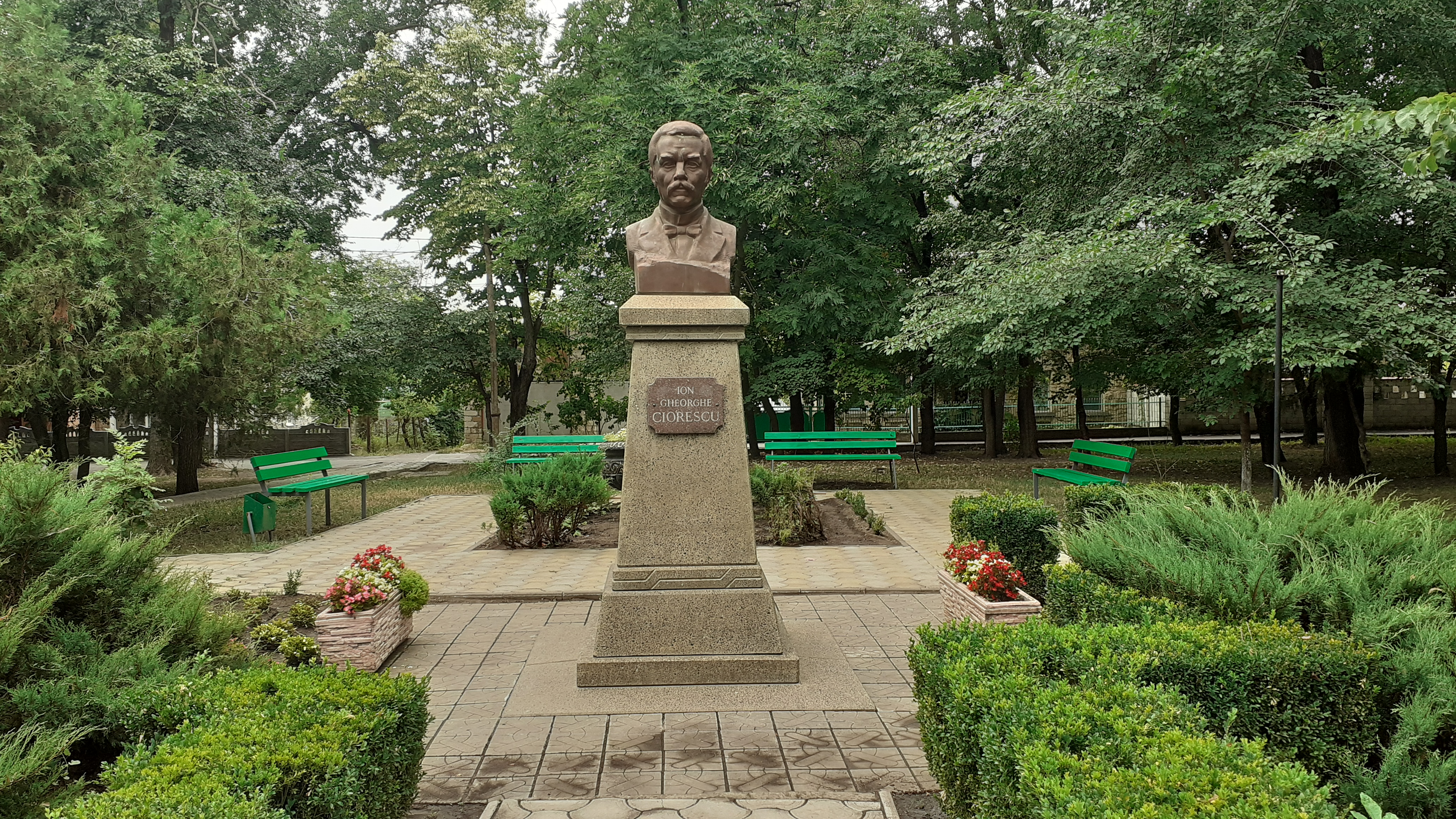
Bustul lui Ion Gheorghe Ciorescu.
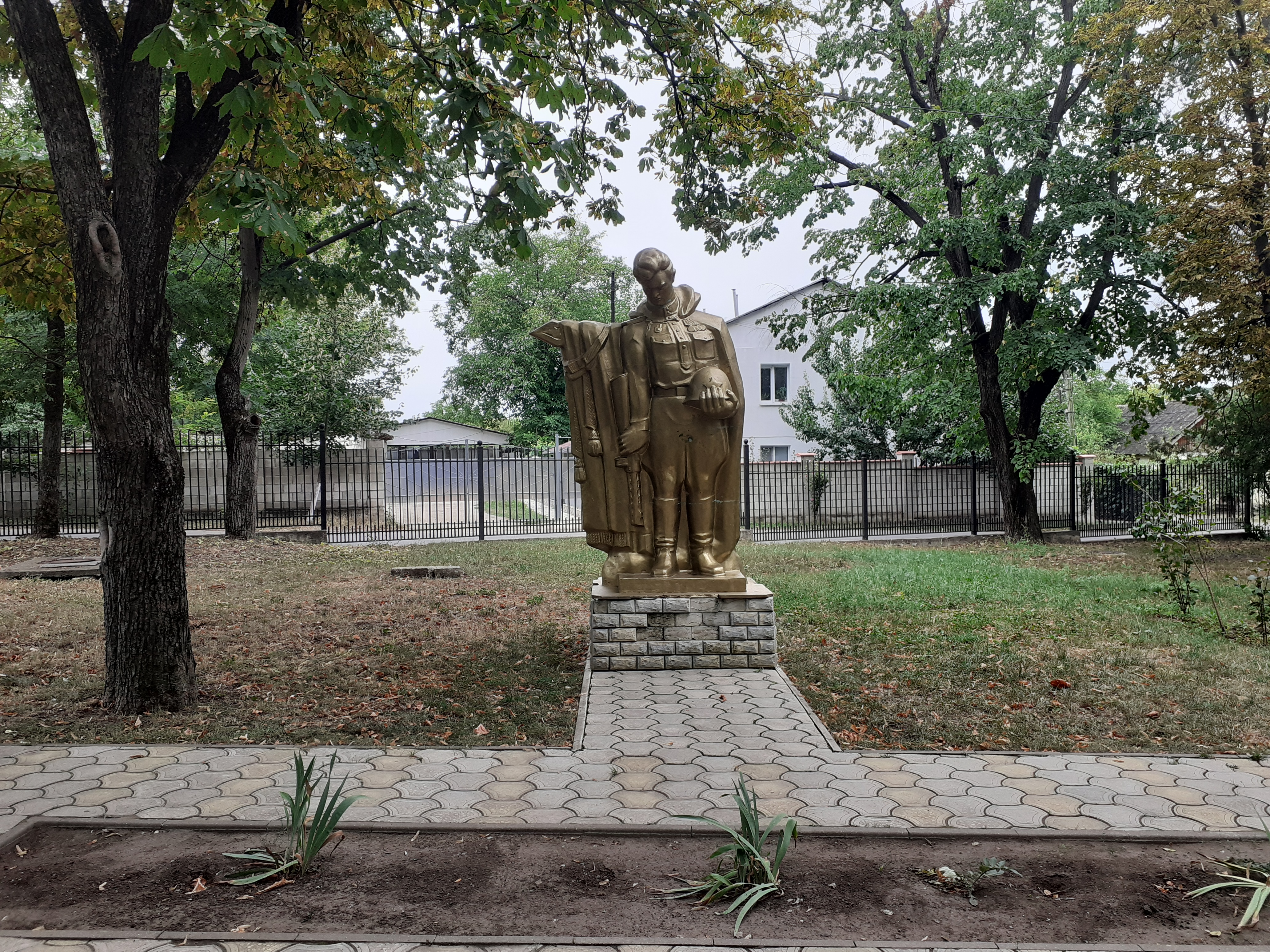
Monumentul eroului necunoscut.
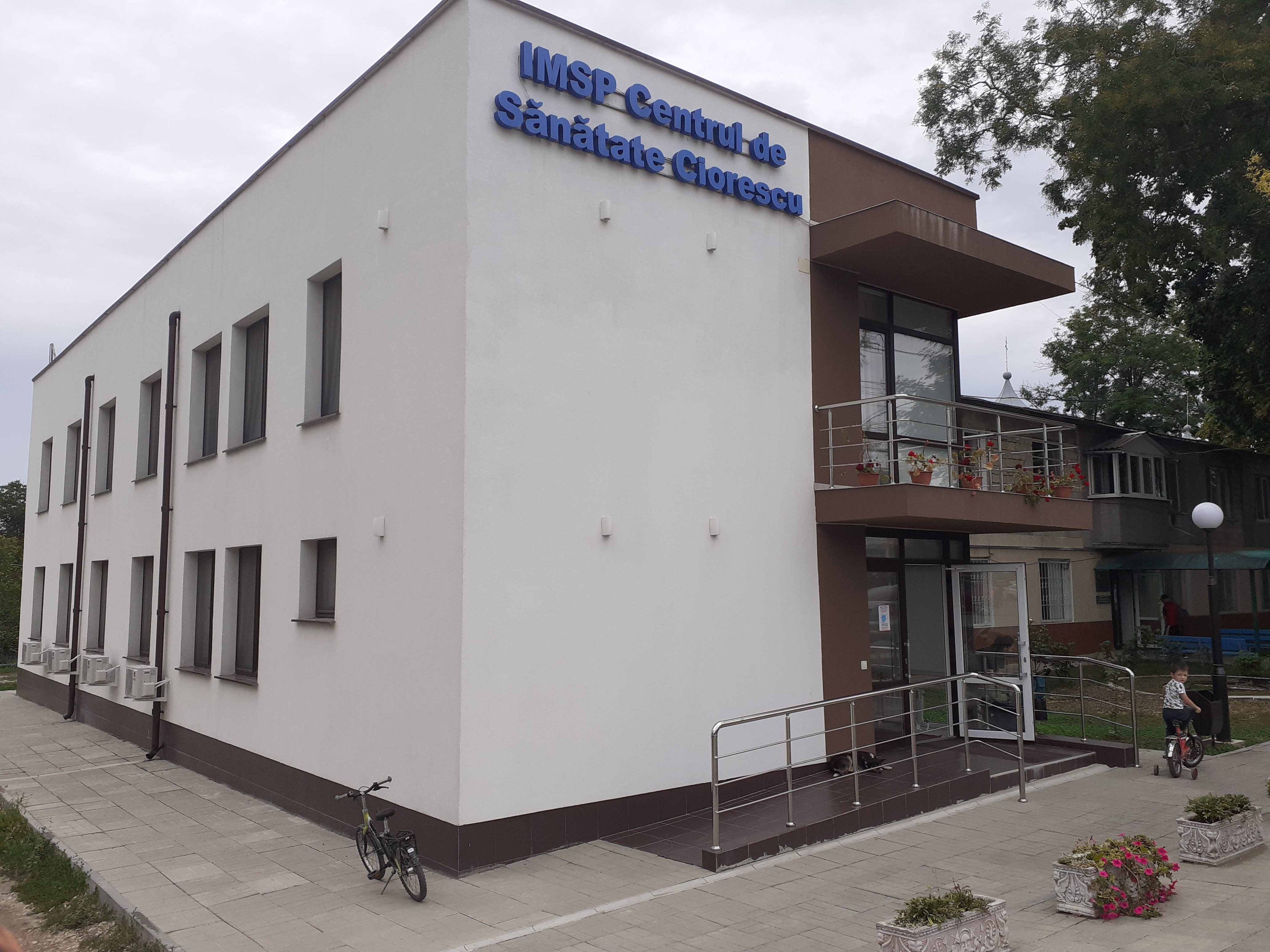
IMSP Centrul de Sănătate Ciorescu.
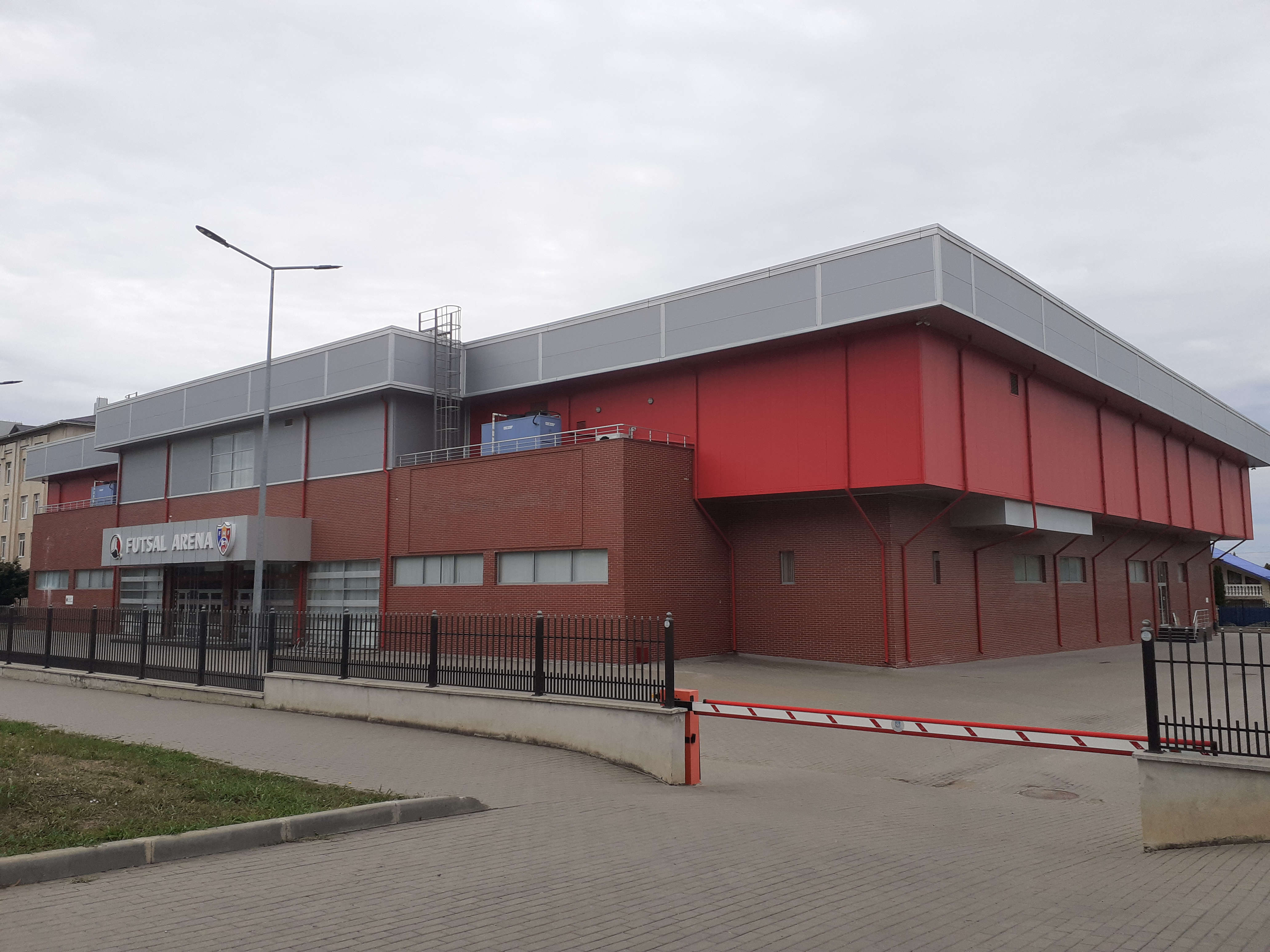
Complexul sportiv FMF Futsal Arena.
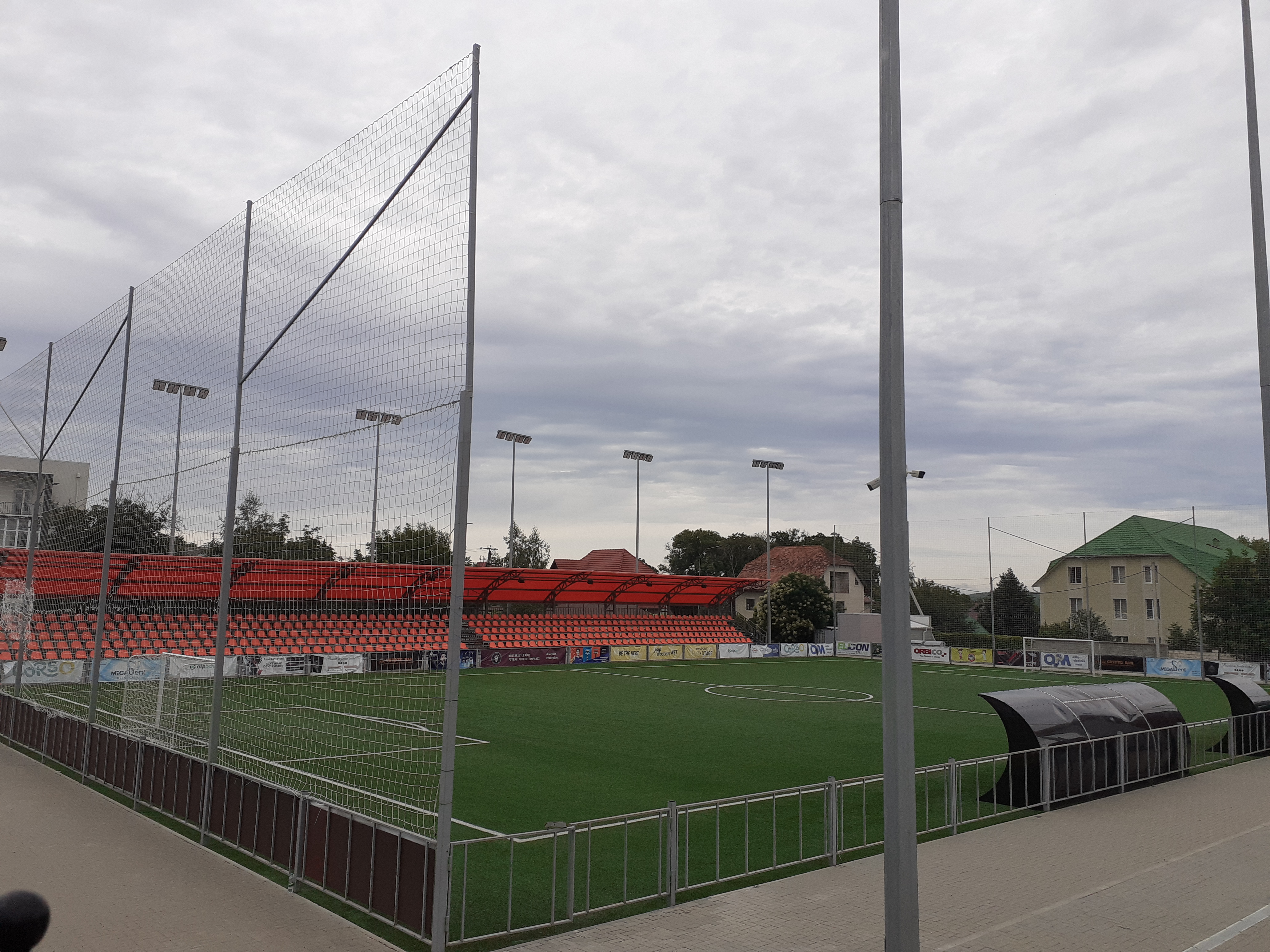
Stadionul de minifotbal „Arena Ciorescu”.